# Skipanes
Skipanes (IPA: [ˈʃiːpaneːs], danska: Skibenæs) är en småort på Färöarna, belägen vid Skálafjørður på Eysturoy och tillhör administrativt Runavíks kommun. Skipanes hade vid 2015 års folkräkning 60 invånare. Platsen hade en hamn under vikingatiden och Tróndur í Gøtu hade sina skepp liggande här omkring år 1000. Det är inte känt hur pass platsen var bebodd under denna tid, men samhället nämns som niðursetubygd runt 1840. Samhället Skipanes grundades officiellt 1841 då en Jacob Niclassen bosatte sig här.

## Befolkningsutveckling
| Befolkningsutvecklingen i Skipanes 1985–2015 | Befolkningsutvecklingen i Skipanes 1985–2015 | Befolkningsutvecklingen i Skipanes 1985–2015 | Befolkningsutvecklingen i Skipanes 1985–2015 | Befolkningsutvecklingen i Skipanes 1985–2015 |
| -------------------------------------------- | -------------------------------------------- | -------------------------------------------- | -------------------------------------------- | -------------------------------------------- |
|                                              |                                              |                                              |                                              |                                              |
| År                                           |                                              |                                              | Folkmängd                                    |                                              |
| 1985                                         | 1985                                         |                                              | 73                                           |                                              |
| 1990                                         | 1990                                         |                                              | 63                                           |                                              |
| 1995                                         | 1995                                         |                                              | 45                                           |                                              |
| 2000                                         | 2000                                         |                                              | 53                                           |                                              |
| 2005                                         | 2005                                         |                                              | 59                                           |                                              |
| 2010                                         | 2010                                         |                                              | 58                                           |                                              |
| 2015                                         | 2015                                         |                                              | 60                                           |                                              |
|                                              |                                              |                                              |                                              |                                              |